# Dennis Salanović
Dennis Salanović, né le 26 février 1996 à Vaduz, est un footballeur international liechtensteinois qui joue au poste d'attaquant au FC Ruggell.

## Biographie
Salanović effectue sa formation au sein du FC Schaan. Il fait ses premiers pas en équipe première lors de la saison 2013-2014 en 2e Ligue, la sixième division suisse. Il joue alors quinze matchs et inscrit sept buts. 
Remarqué, il intègre, en 2014, le centre de formation de l'Atlético de Madrid et joue son premier match sous les couleurs de la sélection nationale, le 4 septembre 2014, face à la Bosnie-Herzégovine. 
Non conservé par l'Atlético Madrid, il rejoint en 2015 le NK Istra 1961, club évoluant en première division croate.